# Svínoy (gmina)
Svínoy (far. Svínoyar kommuna) - historyczna gmina na Wyspach Owczych, terytorium zależnym Danii, położonym na Oceanie Atlantyckim. Siedzibą jej władz była miejscowość Svínoy. Istniała w latach 1932–2009.
Zajmowała cały teren wyspy Svínoy, a jej powierzchnia wynosiła około 27 km².
Według danych na 1 stycznia 2008 roku, pod koniec jej istnienia gminę zamieszkiwało 48 osób.
Nazwa Svínoy, po przełożeniu na język polski, oznacza Wyspa Świń.

## Historia
W 1872 powstała Norðoya Prestagjalds kommuna, w której skład wchodziły tereny późniejszej gminy Svínoy. W 1908 roku została ona podzielona na trzy mniejsze jednostki, między innymi Viðareiðis, Fugloyar og Svínoyar kommuna. Istniała ona przez pięć lat, by następnie podzielić się na dwie mniejsze jednostki: gminę Viðareiði oraz gminę Fugloy i Svínoy. Ta ostatnia w 1932 roku została podzielona na kolejne dwie jednostki: Fugloyar oraz Svínoyar kommuna. Gmina Svínoy istniała do 1 stycznia 2008 roku, kiedy została zlikwidowana, a jej tereny włączone do Klaksvíkar kommuna.

## Populacja
Dane dotyczące populacji gminy Svínoy dostępne są od roku 1960. Wynosiła ona wówczas 146 osób i malała (117 ludzi w 1966, 91 w 1977, 66 w 1985) do roku 1990, kiedy osiągnęła poziom 58 mieszkańców. Mimo kryzysu gospodarczego na Wyspach Owczych i licznych emigracji z terytorium archipelagu liczba mieszkańców Svínoyar kommuna wzrosła w 1995 roku do 66. W kolejnych latach ponownie jednak malała (59 osób w 2000 roku, 55 w 2005), by na koniec istnienia gminy osiągnąć poziom 48 ludzi, 1 stycznia 2008 roku.

## Polityka
Ostatnim burmistrzem gminy był Eyðun Jacobsen z Partii Ludowej. Prócz niego w składzie rady gminy zasiadały dwie inne osoby, również wybrane z list Fólkaflokkurin: Jógvan Edmund á Geilini (zastępca burmistrza) oraz Jakoba Bech.

## Miejscowości wchodzące w skład gminy Svínoy
| Miejscowość | Wcześniejsza przynależność | Rok przyłączenia | Późniejsza przynależność | Rok odłączenia |
| ----------- | -------------------------- | ---------------- | ------------------------ | -------------- |
| Svínoy      | gmina Fugloy i Svínoy      | 1932             | gmina Klaksvík           | 2009           |